# Bande des 15 mètres
La bande 21 MHz désignée aussi par sa longueur d'onde, 15 mètres, est une bande du service radioamateur destinée à établir des radiocommunications de loisir. Cette bande est utilisable pour le trafic intercontinental et continental lorsqu’il fait jour entre le lieu d’émission et de réception.

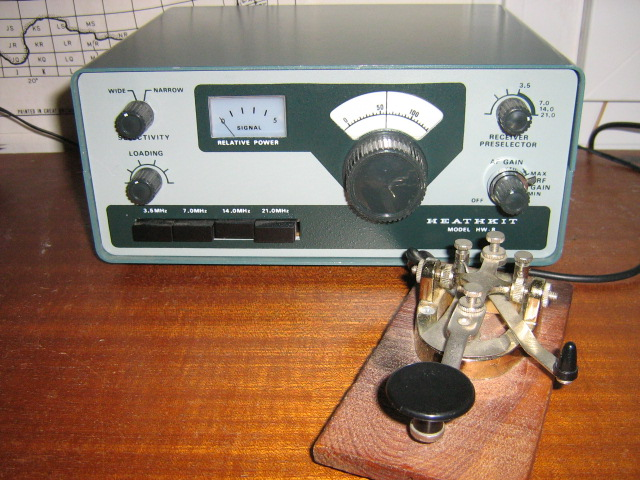
Un émetteur récepteur radiotélégraphique de quelques watts alimentant une simple antenne ground plane sur le sol permet des liaisons intercontinentales sur cette bande.

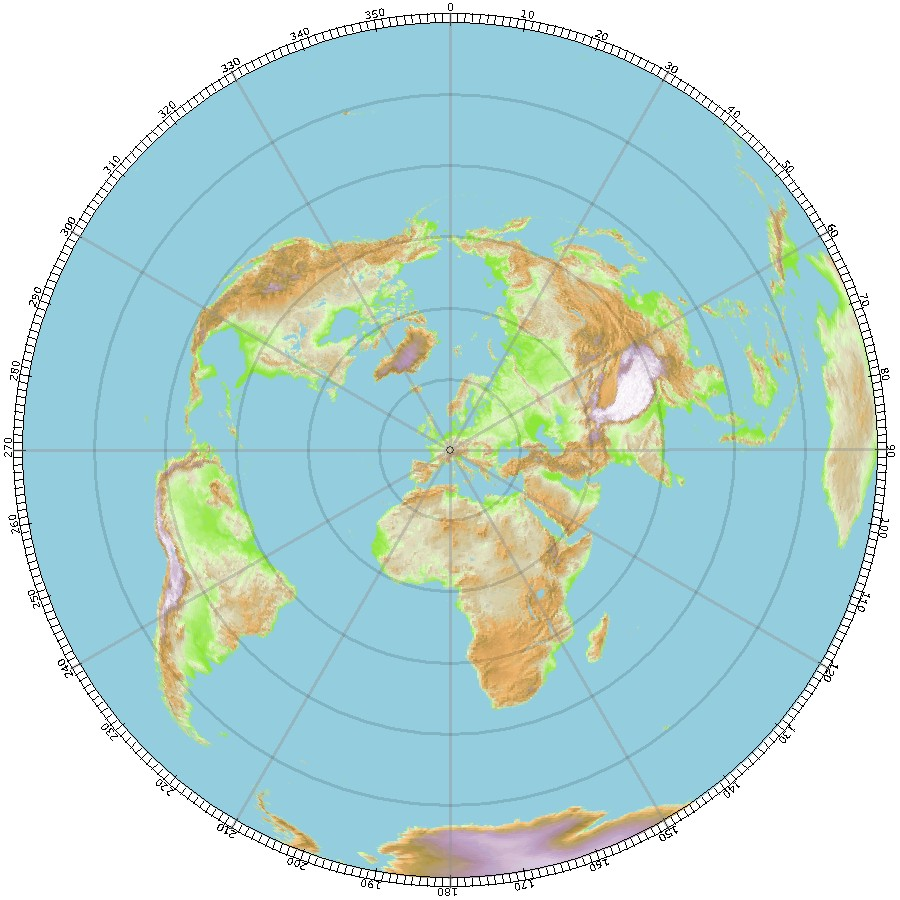
Carte azimutale

## La bande des 15 mètres dans le monde
- la bande des "15 mètres" de 21 MHz à 21,45 MHz dans le du monde: (UIT) [1].

- 21 MHz à 21,151 MHz Radiotélégraphie
- 21,151 MHz à 21,45 MHz Radiotéléphonie et digimodes.

### Tableau de la bande des 15 mètres
| Bande des 15 mètres | 21000 21070 | 21070 21110 | 21110 21120 | 21120 21149 | B | 21151 21450 |
| ------------------- | ----------- | ----------- | ----------- | ----------- | - | ----------- |
| IARU Region 1       |             |             |             |             |   |             |

Légende
|  | = CW, data (Bande passante <200 Hz)                                          |
|  | = CW, RTTY, Digimodes (Bande passante <500 Hz)                               |
|  | = CW, RTTY, Digimodes, sans SSB (Bande passante <2.7 kHz)                    |
|  | = CW, radiotéléphonie, image (Bande passante <3 kHz)                         |
|  | = CW, radiotéléphonie, image (Bande passante <3 kHz)                         |
|  | = CW, Digimodes, packet, FM, radiotéléphonie, image (Bande passante <20 kHz) |
|  | = CW, RTTY, Digimodes, test, radiotéléphonie, image                          |
|  | = Satellites                                                                 |
|  | = Balises                                                                    |

## Historique
- Depuis le 1er janvier 1949 la bande est utilisable par le service d'amateurs [2].

## La manœuvre d’une stationradioamateur
Pour manœuvrer une station radioamateur dans la bande 15 mètres, il est nécessaire de posséder un Certificat d'opérateur du service amateur de classe HAREC .

## Répartition des fréquences de la bande 21 MHz à 21,45 MHz pour laFrance
| Radiotélégraphie sans la radiotéléphonie       |
| Radiotéléphonie, radiotélégraphie et Digimodes |

| Fréquences en MHz | Utilisations radioamateur                                                   | Modes                             |
| ----------------- | --------------------------------------------------------------------------- | --------------------------------- |
|                   |                                                                             |                                   |
| 21.000 à 21.020   | Radioamateurs en radiotélégraphie                                           | C.W.                              |
| 21.020 à 21.030   | Radioamateurs liaison intercontinentales en radiotélégraphie                | C.W.                              |
| 21.030 à 21.039   | Radioamateurs en radiotélégraphie                                           | C.W.                              |
| 21.040            | Fréquence préférentielles pour le trafic I.O.T.A. en radiotélégraphie       | C.W.                              |
| 21.041 à 21.045   | Radioamateurs en radiotélégraphie                                           | C.W.                              |
| 21.045            | Union française des télégraphistes UFT et radioamateurs en radiotélégraphie | C.W.                              |
| 21.045 à 21.049   | Radioamateurs en radiotélégraphie                                           | C.W.                              |
| 21.050            | Fréquence d’appel en radiotélégraphie                                       | C.W.                              |
| 21.051 à 21.054   | Radioamateurs en radiotélégraphie                                           | C.W.                              |
| 21.055            | Radioamateurs en télégraphie lente                                          | C.W.                              |
| 21.056 à 21.059   | Radioamateurs en radiotélégraphie                                           | C.W.                              |
| 21.060            | Fréquence d’appel en radiotélégraphie de faible puissance                   | C.W.                              |
| 21.061 à 21.070   | Radioamateurs en radiotélégraphie                                           | C.W.                              |
| 21.070 à 21.090   | Stations radioamateurs numériques                                           | Digimodes                         |
| 21.090 à 21.120   | Stations radioamateurs automatiques numériques                              | Digimodes                         |
| 21.120 à 21.140   | Radioamateurs en télégraphie lente                                          | C.W.                              |
| 21.140            | Canal scouts en radiotélégraphie                                            | C.W.                              |
| 21.140 à 21.149   | Radioamateurs en radiotélégraphie                                           | C.W.                              |
| 21.149 à 21.151   | Balises internationales, bande des 15 mètres                                | C.W.                              |
| 21.151 à 21.232   | Satellites                                                                  | Digimodes/U.S.B./L.S.B./C.W./F.M. |
| 21.232            | Canal: sécurité civile ADRASEC                                              | U.S.B.                            |
| 21.232 à 21.250   | Satellites                                                                  | Digimodes/U.S.B./L.S.B./C.W./F.M. |
| 21.250 à 21.260   | Radioamateurs                                                               | U.S.B./C.W.                       |
| 21.260            | Fréquence préférentielles pour le trafic I.O.T.A. en radiotéléphonie        | U.S.B.                            |
| 21.260 à 21.266   | Radioamateurs                                                               | U.S.B./C.W.                       |
| 21.266            | Radioamateurs en Espéranto ( ) à 13h et à 22h UTC.                          | U.S.B./C.W.                       |
| 21.266 à 21.278   | Radioamateurs                                                               | U.S.B./C.W.                       |
| 21 180            | Radioamateurs en voix numérique en faible puissance                         | Numérique                         |
| 21.282            | Canal: sécurité civile ADRASEC                                              | Digimodes/U.S.B.                  |
| 21.285            | Fréquence internationale d’appel en radiotéléphonie en faible puissance     | U.S.B.                            |
| 21.288 à 21.332   | Radioamateurs                                                               | U.S.B./C.W.                       |
| 21.335 à 21.340   | Radioamateurs                                                               | S.S.T.V./Fax/U.S.B./C.W.          |
| 21.340            | Radioamateurs                                                               | S.S.T.V./Fax                      |
| 21.340 à 21.345   | Radioamateurs                                                               | S.S.T.V./Fax/U.S.B./C.W.          |
| 21.345 à 21.360   | Radioamateurs                                                               | U.S.B./C.W.                       |
| 21.360            | Canal international « Emergence Center of Activity » (et ex canal scouts)   | U.S.B.                            |
| 21.360 à 21.450   | Radioamateurs                                                               | U.S.B./C.W.                       |

## Les antennes

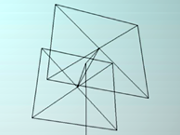
Antenne Quad pour les radiocommunications à grande distance

Les antennes les plus utilisées sur cette bande :
- Antenne Yagi
- Antenne quad
- Antenne losange
- Antenne log-périodique
- Antenne colinéaire
- Antenne ground plane
- Antenne fouet
- Antenne fouet hélicoïdale (mobile)
- Antenne fouet à bobine (mobile)
- Antenne dipolaire ou dipôle
- l’antenne Conrad-Windom
- l’antenne Levy
- l’antenne Zeppelin
- l’antenne delta-loop
- Antenne G5RV

## La propagation sur la bande 21 MHz
Pour obtenir la carte actualisée de la Terre. 

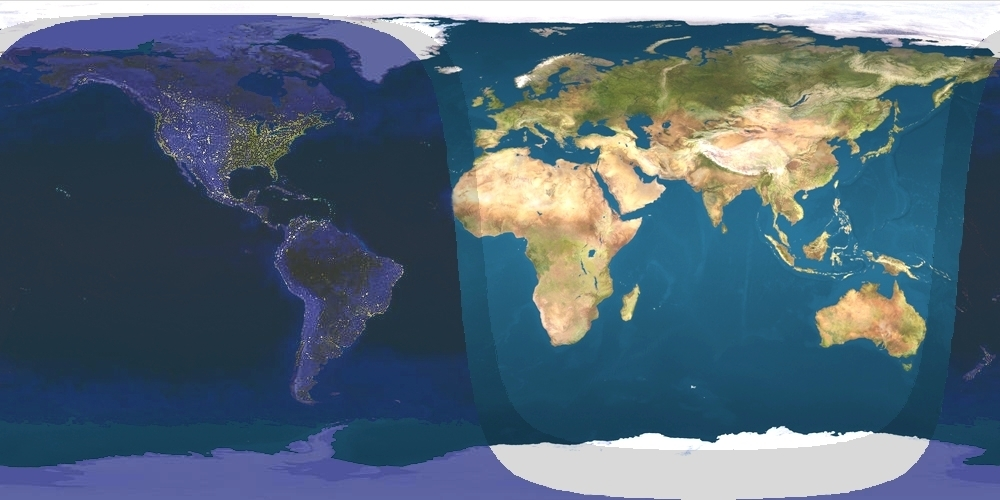
Parcours éclairé par le soleil à 07h UTC
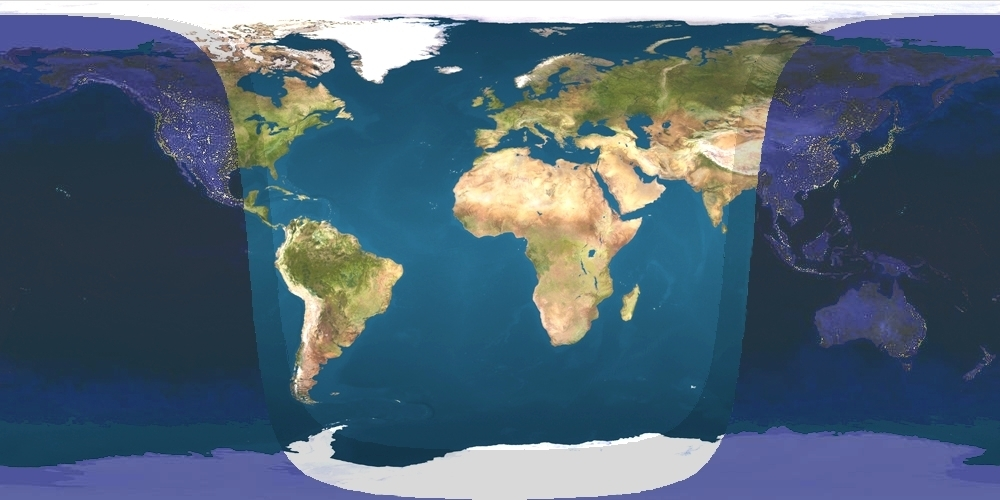
Parcours éclairé par le soleil à 12h UTC
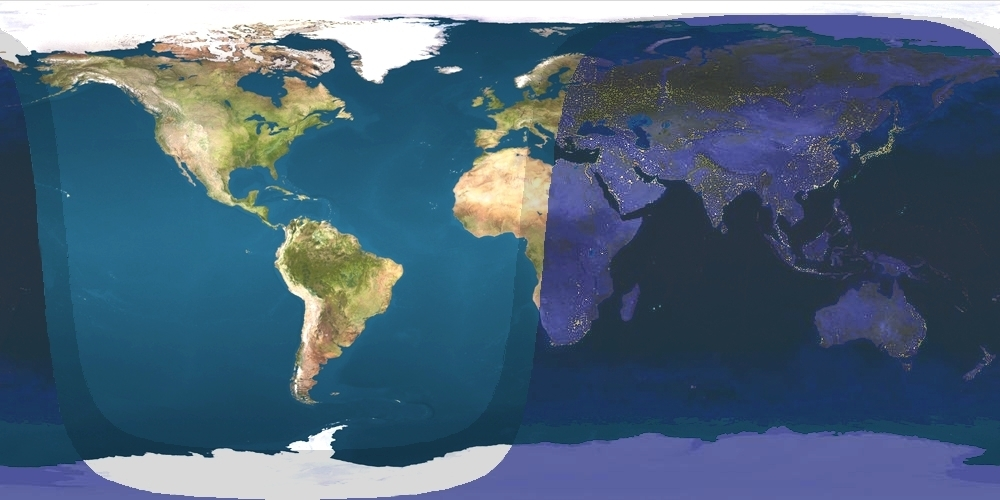
Parcours éclairé par le soleil à 17h UTC

### Le jour
- De jour

Cycle solaire.

- Excellente bande intercontinentale et continentale lorsque le parcours entre l’émetteur et le récepteur est éclairé par le soleil. Durée d’ouverture très liée au cycle solaire. Distance de saut 1400 km.
- Sur cette bande 21 MHz ; un émetteur radiotélégraphique de quelques watts alimentant une simple antenne ground plane de 3,35 mètres sur le sol permet des liaisons intercontinentales.

### La nuit
- Fermée en pleine nuit.

### Réflexions

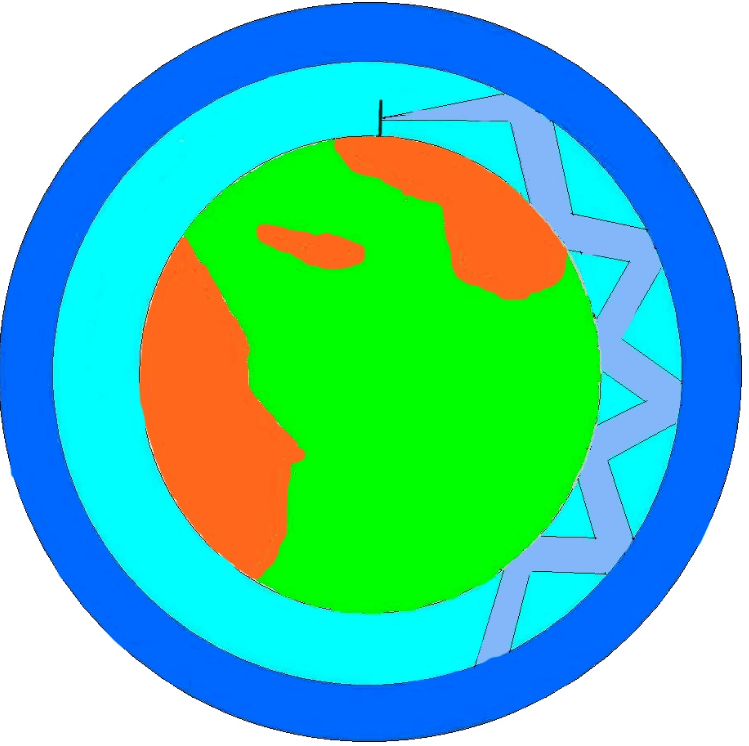
La propagation par onde réfléchie entre ciel et terre.

- De plus on rencontre en partant de l’émetteur une petite zone de réception par onde de sol, une zone de silence, une zone de réception indirecte, une zone de silence, une zone de réception indirecte, une zone de silence et ainsi de suite. L’énergie radiofréquence est réfléchie par les couches de l'ionosphère. Ces réflexions successives entre le sol ou la mer et les couches de l'ionosphère autorisent des liaisons radiotélégraphiques intercontinentales.